# قزمة قيطس
قزمة قيطس في الفلك (بالإنجليزية:Cetus Dwarf)
هي مجرة قزمة كروية تقع نحو 46و2 مليون سنة ضوئية من المجموعة الشمسية وتنتمي إلى المجموعة المحلية من المجرات التي تنتمي إليها مجرتنا، مجرة درب التبانة. وقد بين الرصد الفلكي أن جميع نجومها المرئية تقريبا من نوع عملاق أحمر، أي أن تلك النجوم طبقا للنسق الأساسي نجوم تقترب في كتلتها من كتلة الشمس وهي في نهاية عمرها حيث وصلت إلى مرحلة العملاق الأحمر.

## اكتشافها
اكتشف مجرة سيتوس القزمة ثلاثة من علماء الفلك عام 1999 وهم : ألان ويتينج، وجورج هو، ومايك إيروين، وتحققوا من كونها تتبع مجرات المجموعة المحلية.
والمجموعة المحلية تحوي مجرتنا، مجرة درب التبانة ومجرة المرأة المسلسلة (أندروميدا) وهما أكبر مجرات المجموعة المحلية، وتتألف المجموعة المحلية من نحو 30 مجرة كبير وصغيرة. كما تعتبر حدود تلك المجموعة في حيز نحو 10 ملايين سنة ضوئية.

## خواصها
بينت قياسات فلكية أجريت عام 2000 أن المجرة القزمة سيتوس تحوي غاز الهيدروجين المتعادل كهربيا.
- بعدها عنا = 2.46 ± 0.08 مليون سنة ضوئية (755 ± 24 ألف فرسخ فلكي)[2]
- قدر ظاهري = 14.4
- الحجم : 5 دقيقة قوسية في 4 دقيقة قوسية

## اقرأ أيضا
- السور الكبير
- مسح إنزياح أحمر CfA
- تضخم كوني
- مسح سلووان الرقمي للسماء